# Straight Out of Hell
Straight Out of Hell è il quattordicesimo album in studio degli Helloween, band power metal tedesca formatasi nel 1983 ad Amburgo.
È stato pubblicato il 18 gennaio 2013 da Sony e prodotto da Charlie Bauerfeind. In Italia e in Nord America è uscito il 22 gennaio 2013. L'album raggiunse la quarta posizione delle classifiche tedesca e finlandese e seconda in Giappone.

## Tracce
Edizione standard
1. Nabatea – 7:03 (Andi Deris)
2. World of War – 4:56 (Sascha Gerstner)
3. Live Now! – 3:10 (Andi Deris, Sascha Gerstner)
4. Far From the Stars – 4:41 (Markus Großkopf)
5. Burning Sun – 5:33 (Michael Weikath)
6. Waiting for the Thunder – 3:53 (Andi Deris)
7. Hold Me in Your Arms – 5:10 (Sascha Gerstner)
8. Wanna Be God – 2:02 (Andi Deris)
9. Straight Out of Hell – 4:33 (Markus Großkopf)
10. Asshole – 4:10 (Sascha Gerstner)
11. Years – 4:22 (Michael Weikath)
12. Make Fire Catch the Fly – 4:22 (Andi Deris)
13. Church Breaks Down – 6:06 (Sascha Gerstner)

Durata totale: 60:01
Edizione limitata
1. Another Shot of Life – 5:18 (Markus Großkopf)
2. Burning Sun – 5:34 (Michael Weikath)

Durata totale: 10:52
Edizione limitata giapponese
1. No Eternity – 3:34 (Markus Großkopf)
2. Burning Sun – 5:34 (Michael Weikath)

Durata totale: 9:08

## Formazione
- Andreas Deris - voce
- Michael Weikath - chitarra
- Sascha Gerstner - chitarra
- Markus Großkopf - basso
- Daniel Loeble - batteria